# Italochrysa talaverae
Italochrysa talaverae är en insektsart som först beskrevs av Navás 1928.  Italochrysa talaverae ingår i släktet Italochrysa och familjen guldögonsländor. Inga underarter finns listade i Catalogue of Life.